# Romero Regales
Romero Regales (n. Sittard, 7 de noviembre de 1986) es un futbolista internacional con la selección de fútbol de Curazao y se desempeña en el terreno de juego como delantero. Su actual equipo es el Lommel United de la segunda división del fútbol de Bélgica.

## Trayectoria
| Club                      | País         | Año           | Partidos | Goles |
| ------------------------- | ------------ | ------------- | -------- | ----- |
| Fortuna Sittard           | Países Bajos | 2008-2009     |          |       |
| FC Vinkenslag             | Países Bajos | 2009-2010     |          |       |
| Excelsior Veldwezelt      | Bélgica      | 2011-2012     |          |       |
| Patro Eisden Maasmechelen | Bélgica      | 2012-2013     |          |       |
| Lommel United             | Bélgica      | 2014-presente |          |       |

## Carrera Internacional
En noviembre de 2014 Romero Regales es llamado por primera vez a la selección de fútbol de Curazao para disputar la Copa del Caribe de 2014 disputada en Jamaica desde el 11 al 15 de noviembre.